# Francisco Ayres
Francisco Ayres är en kommun i Brasilien.   Den ligger i delstaten Piauí, i den östra delen av landet, 1 200 km nordost om huvudstaden Brasília. Antalet invånare är 4 483.
Omgivningarna runt Francisco Ayres är huvudsakligen savann. Runt Francisco Ayres är det mycket glesbefolkat, med 7 invånare per kvadratkilometer.